# Bärenrisssattel
Der Bärenrisssattel, in älteren Karten noch Pernriess / Pernriess Sattel oder Pernries genannt (siehe Holzriese), ist ein 1069 m ü. A. hoher Gebirgspass in den Ybbstaler Alpen in Niederösterreich.
Die von Wildalpen über Klaus und Osch führende, befestigte Straße endet in Rothwald, von wo nur mehr ein geschotterter Forstweg über die Taleralm (Rothwald-Langau) bis hinauf zum Sattel führt. Auch die Ostrampe ist bis zur Zellerrain Straße nur als Forstweg ausgebaut und damit ebenso nicht öffentlich befahrbar.
Mitte des 19. Jahrhunderts verlief über den Bärenrisssattel die Rothwaldbahn von der Weißen Ois in den Rothwald, ehe sie wegen mangelnder Rentabilität wieder abgetragen wurde.